# Purper struisriet
Purper struisriet (Calamagrostis purpurea, synoniem: Calamagrostis phragmitoides) is een overblijvende plant uit de grassenfamilie (Poaceae). De soort komt van nature voor in Noord- en Midden-Europa, Azië en Noord-Amerika en is inheems in Wallonië. Het aantal chromosomen is 2n = 28.
De plant wordt 90-150 cm hoog en heeft opstaande stengels met vier tot zeven knopen. De bladeren zijn 3-12 mm breed. Het tongetje is 6-13 mm lang. 
Purper struisriet bloeit in juli en augustus. De vrij losse, elliptische of lancetvormige pluim is 5-35 cm lang en heeft ruwe takken. Het lancetvormige, gesteelde, afgeplatte, 2,5-8 mm lange aartje heeft één fertiele bloem met twee stempels en drie meeldraden. De purperen kelkkafjes zijn even lang en steken boven het aartje uit. Het bovenste, lancetvormige, ruwe, 2,5-8 mm lange kelkkafje is gekield en heeft één tot drie nerven. Het onderste, lancetvormige, ruwe, vliezige kelkkafje heeft één nerf. Het onderste kroonkafje is 1,5-5 mm lang. Het callus is behaard met haren die 1-1,1 keer zo lang zijn als het kroonkafje. De gele helmknopen blijven gesloten.
De vrucht is een graanvrucht.

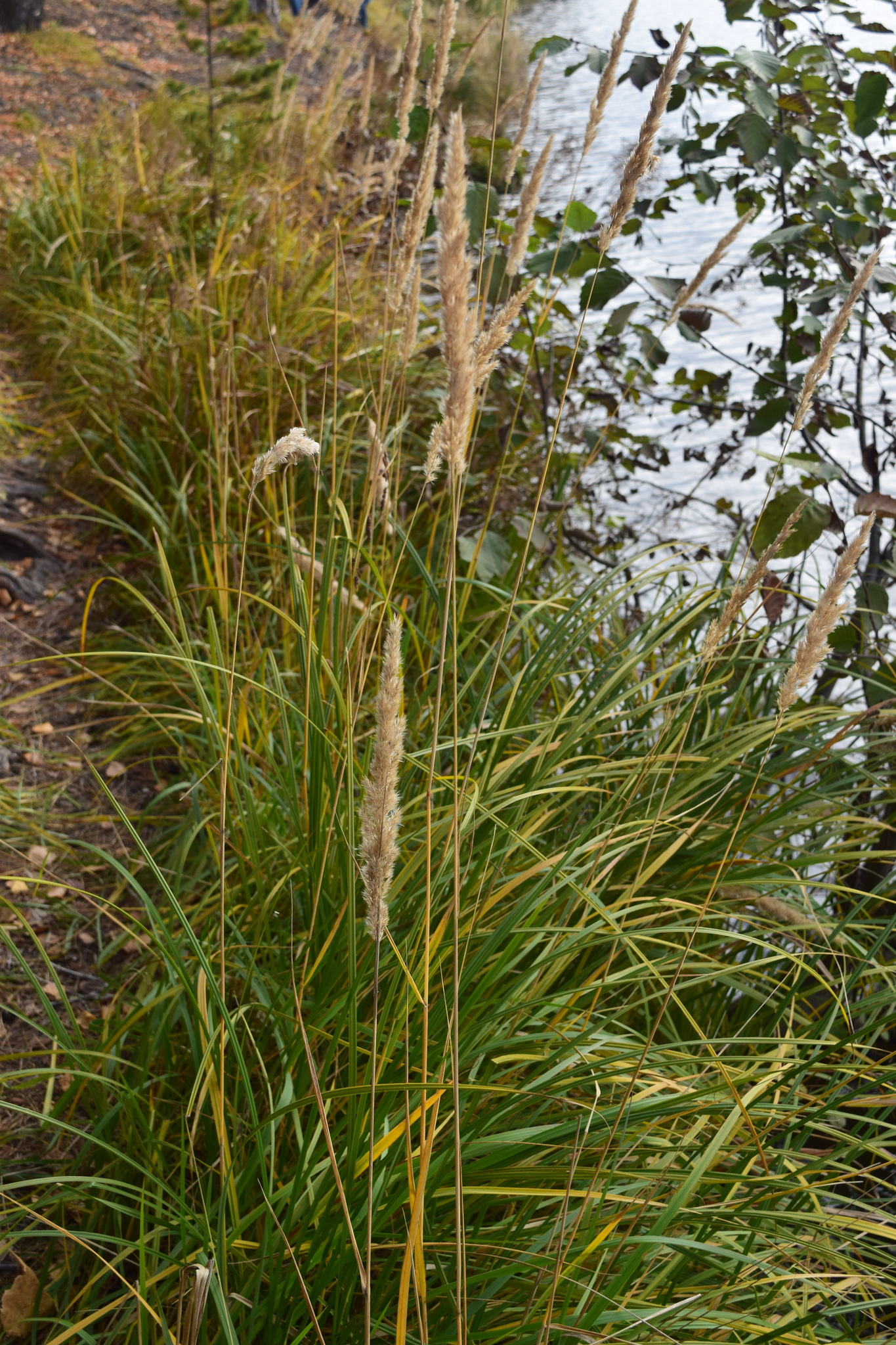
Plant
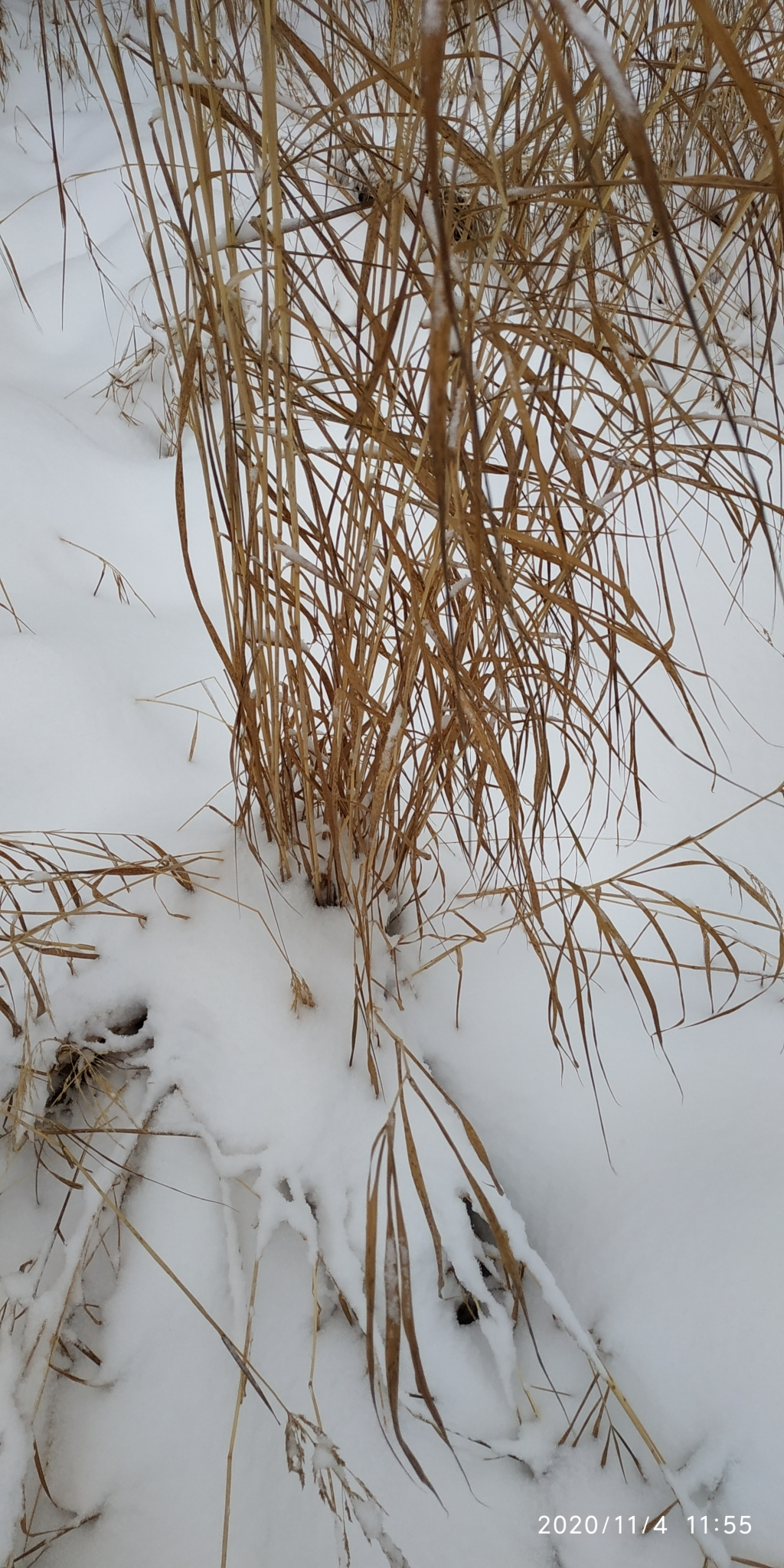
Stengels
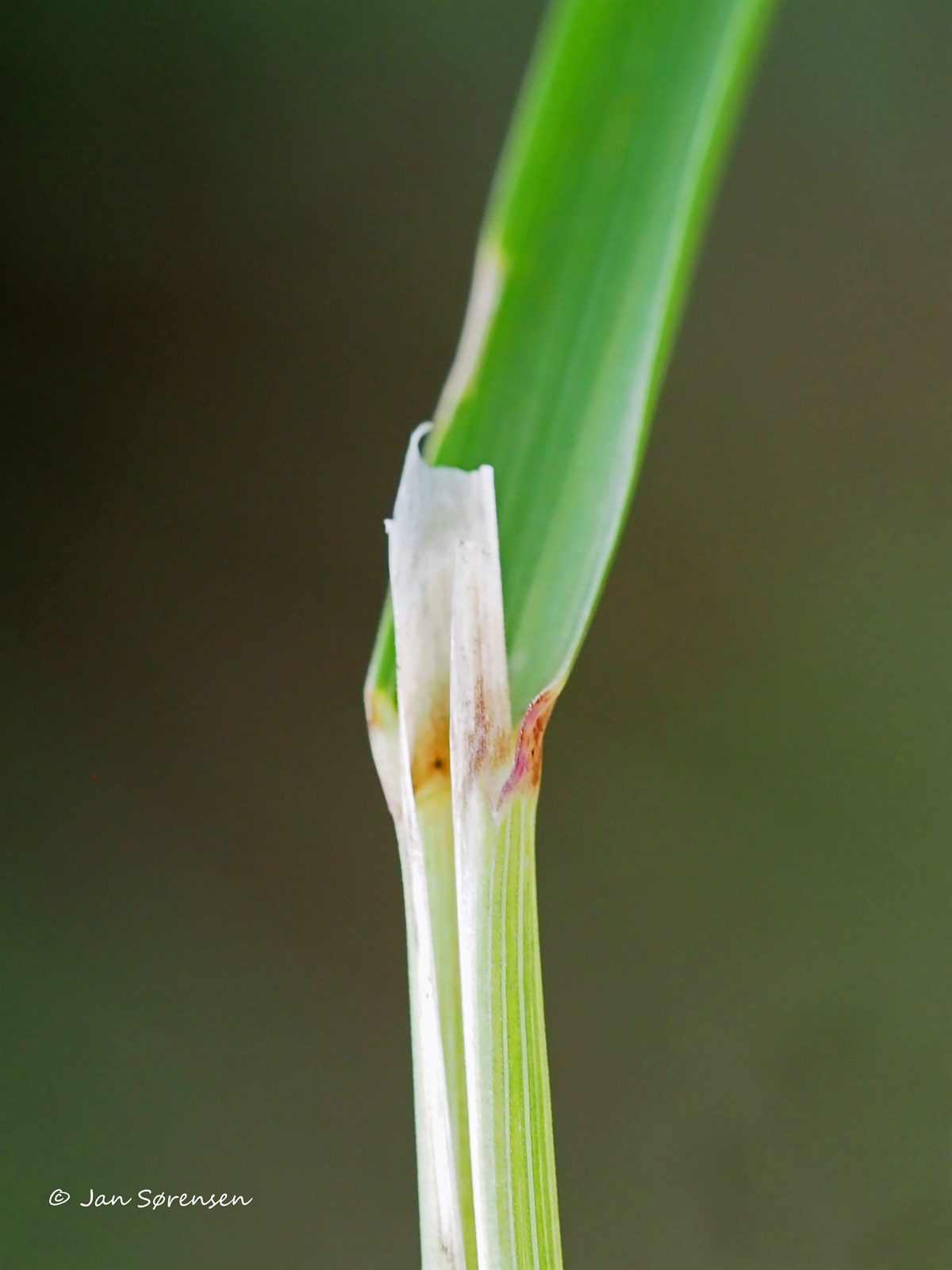
Tongetje
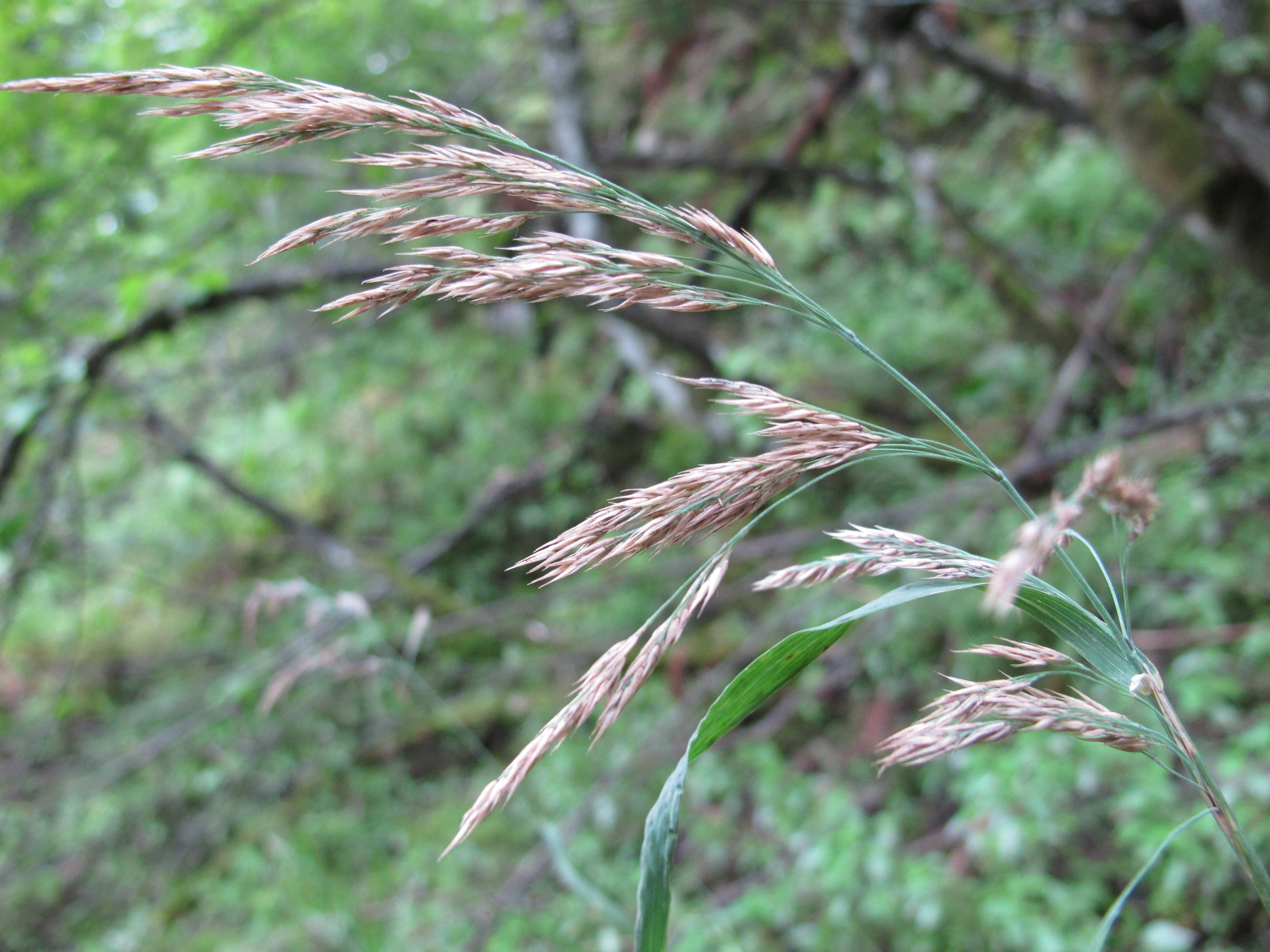
Pluim
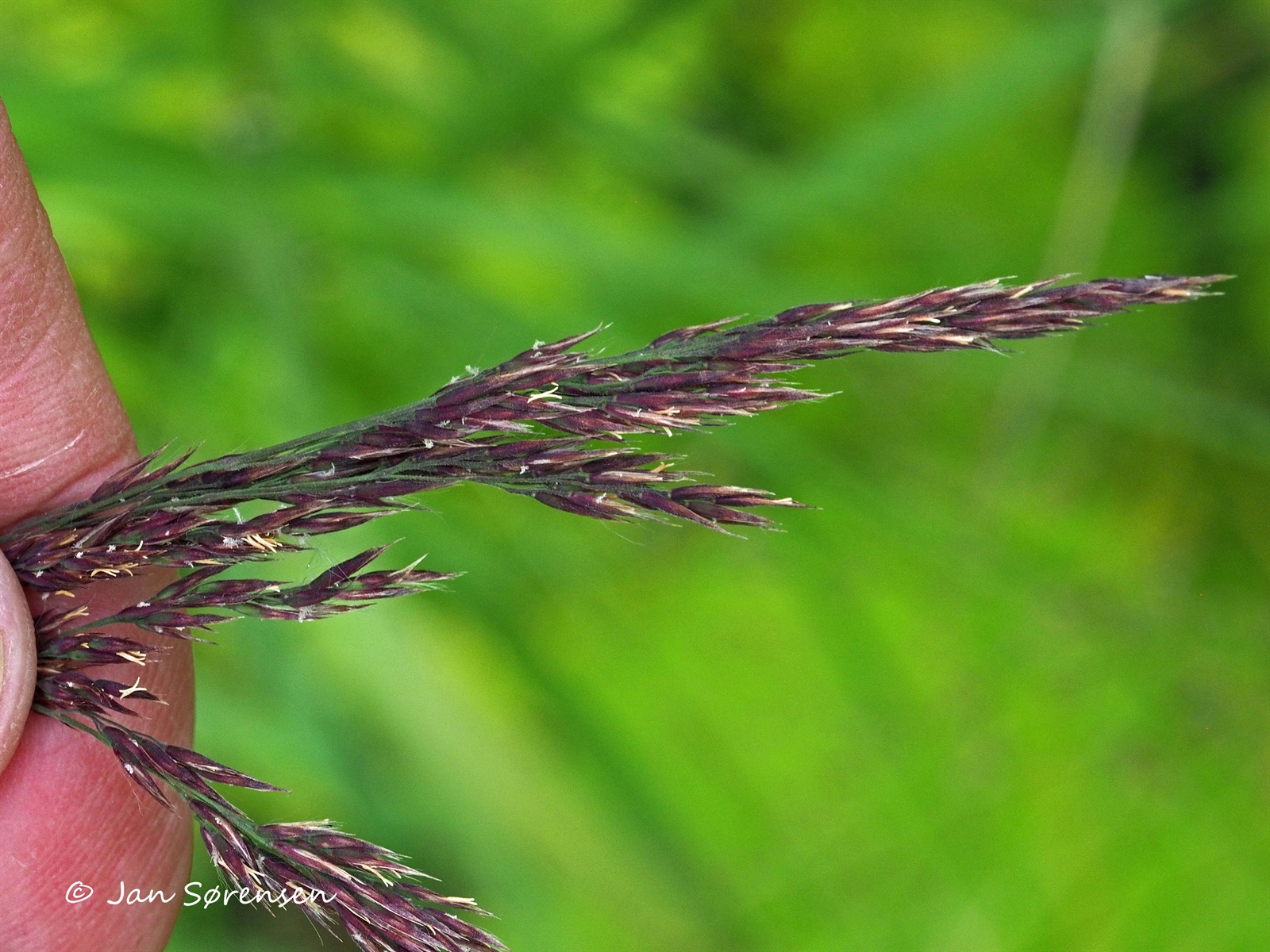
Aartjes
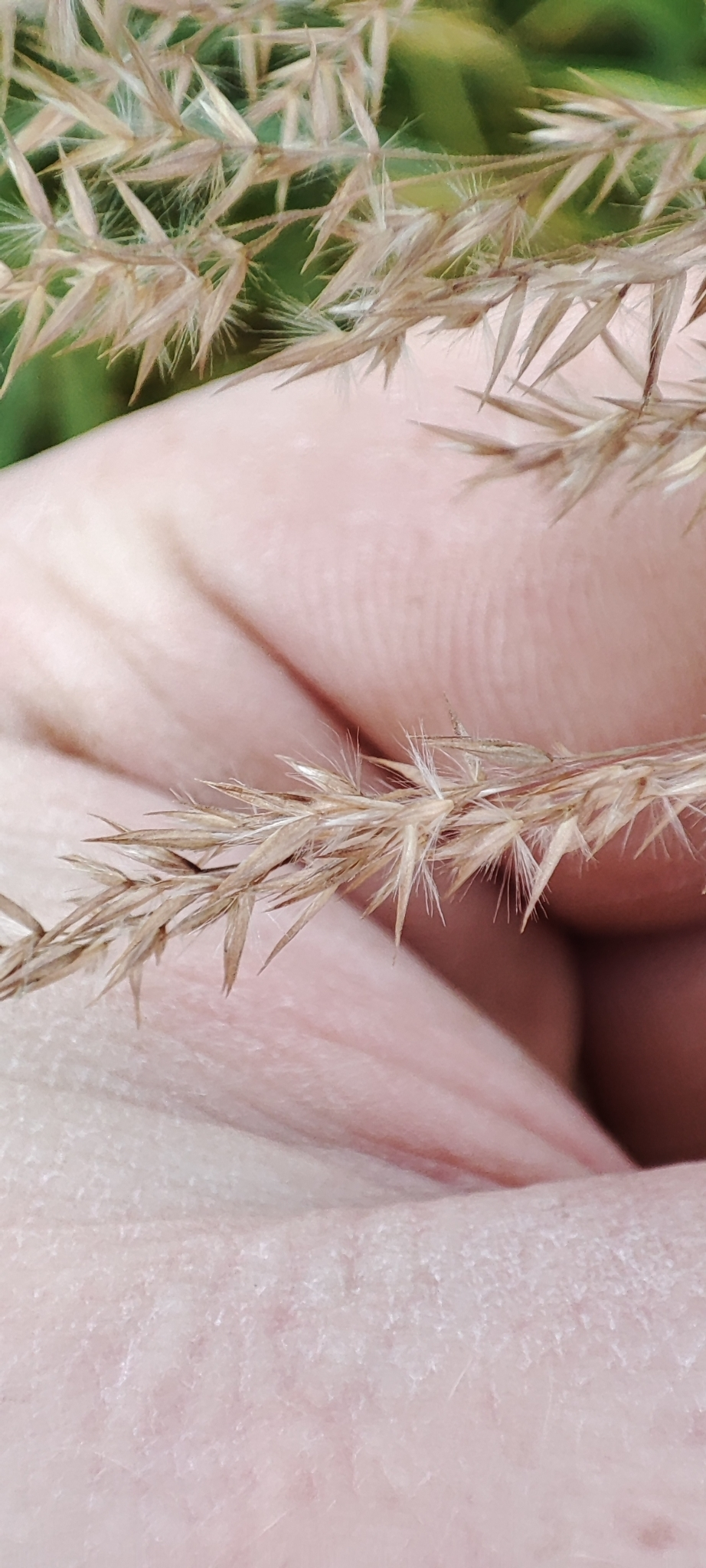
Aartjes met haren

Purper struisriet komt voor op vochtige, voedselrijke grond in bosranden en hoge oevers van waterlopen.